# Molson Coors Beverage Company
Die Molson Coors Beverage Company ist eine der größten Brauereigruppen der Welt. Sie entstand am 9. Februar 2005 als Molson Coors Brewing Company durch die Fusion von Coors Brewing  mit der kanadischen Brauerei Molson. Die Produkte werden nach eigenen Angaben in mehr als 25 Ländern vertrieben. 2018 betrieb das Unternehmen 26 große Brauereien, 13 Craft-Brauereien und eine „Cidery“ auf drei Kontinenten. 
Das Unternehmen ist an der Börse von Toronto TSX sowie an der NYSE in New York notiert.

## Geschichte
Die Coors Brewing Company war das größte Tochterunternehmen der Adolph Coors Company. 1873 gründete der deutsche Einwanderer Adolph Coors eine Brauerei in Golden (Colorado). Sein American Lager, das den Spitznamen „Banquet Beer“ trug und jetzt unter dem Namen „Coors Original“ firmiert, soll seinen Geschmack aus dem reinen Wasser der Rocky Mountains herleiten. Die Firma Coors überstand die Prohibition, ein von 1920 bis 1933 in der Verfassung der USA festgeschriebes Alkoholverbot, indem sie ihre Tätigkeit auf die Herstellung anderer Produkte, wie etwa Malted Milk oder Keramik, verlagerte. Das Keramikgeschäft wurde später von der eigenständigen Gesellschaft CoorsTek weitergeführt.
Laut der Coors-Website war die Firma 1959 die erste US-amerikanische Brauerei, die Bier in eine aus Aluminium hergestellte Getränkedose abfüllte.
Für den Großteil seiner Geschichte war das Bier von Coors eher ein regionales Produkt, das hauptsächlich im US-amerikanischen Westen angeboten wurde. Der Hauptgrund dafür war, dass Coors-Bier nicht pasteurisiert ist und der Vertrieb nur dort erlaubt war, wo eine ununterbrochene Kühlkette gewährleistet werden konnte. Dadurch hatte das Bier an der Ostküste der Vereinigten Staaten Seltenheitswert, und Reisende nach Colorado transportierten auf der Rückreise oft einzelne Kisten im eigenen Gepäck mit. Dieser ikonenähnliche Status spiegelte sich in der Popkultur wider: Der 1977 erschienene Film „Ein ausgekochtes Schlitzohr“ handelte von dem rechtswidrigen Versand von Coors von Texas nach Georgia in einem LKW. Die Firma breitete ihr Vertriebsgebiet erst in den frühen 1990er-Jahren auf die ganzen Vereinigten Staaten aus.
Durch ihre Besitzer und deren Stiftung hat die Coors-Brauerei eine prominente Rolle in der US-Politik gespielt, indem sie zahlreiche konservative Initiativen unterstützte, darunter die Heritage Foundation. Der Aufsichtsratsvorsitzende Pete Coors kandidierte 2004 als Republikaner für einen Sitz im US-Senat, verlor aber gegen den Demokraten Ken Salazar.
Das Unternehmen besitzt die Namensrechte am Coors Field, dem Baseballstadion der Colorado Rockies. 
2008 gründete Molson Coors gemeinsam mit SABMiller das Joint-Venture MillerCoors. Ziel war es, die Verkaufsaktivitäten in Nordamerika zu bündeln. Im Oktober 2016 übernahm Molson Coors alle Anteile am ehemaligen Joint-Venture.
Durch den Kauf der tschechischen Brauereigruppe StarBev im Jahr 2012 baute die Molson Coors Brewing Company ihre Aktivitäten in Mittel- und Osteuropa aus. StarBev wurde in Molson Coors Central Europe und nach Fusion mit britischen Tochterunternehmen in Molson Coors Europe umbenannt.
Im Oktober 2019 gab CEO Gavin Hattersley die Änderung des Unternehmensnamens zu Molson Coors Beverage Company bekannt.

## Struktur
Neben den Global Headquarters in Denver (250 Beschäftigte) existieren folgende Unternehmenseinheiten:
- MillerCoors (in den USA mit 7.900 Beschäftigten)
- Molson Coors Europe (6.250 Beschäftigte)
- Molson Coors Canada (2.400 Beschäftigte)
- Molson Coors International (vor allem Indien; 400 Beschäftigte)[8]